# 北の大地
「北の大地」（きたのだいち）は、北島三郎の楽曲。星野哲郎が作詞、船村徹が作曲を手掛けた。

## 概要
本作は、1991年1月1日に発売された。北島自身が出演する興和新薬「ウナコーワ」のCMソングでもある。
北島自身の故郷である北海道の大地をモチーフに、北島の曲を数多く手掛けた星野哲郎＆船村徹のコンビにより人生の機微を高らかに歌い上げる内容となっている。
本作で北島は第33回日本レコード大賞（1991年度／演歌・歌謡曲部門）を受賞し、第42回NHK紅白歌合戦でも本作を歌唱した。

## 収録曲
1. 北の大地（CRDN-50）
作詞：星野哲郎　作曲：船村徹　編曲：南郷達也
2. 若かりし母の歌
作詞：星野哲郎　作曲：船村徹　編曲：蔦将包